# 午夜牛郎
《午夜牛郎》（英語：Midnight Cowboy）是一部1969年的劇情片電影，由約翰·史勒辛格執導。情節內容是改編自詹姆士·李歐·赫林漢於1965年的英文同名小說《Midnight Cowboy》，主要演員有德斯汀·荷夫曼和強·沃特。本片在1970年的第42屆奧斯卡金像獎中獲得三個獎項，包括最佳影片、最佳導演和最佳改编剧本奖，並被美國電影學會列為AFI百年百大電影中的第36名，2007年更新版則是第43名。
本片在美國首映時，分級曾被列為X級（但在奧斯卡獲獎之後撤銷），且當年因劇情涉及男同志題材而曾經長期在台灣遭到禁映，但後來終獲解禁，2019年並於台北電影節中，放映本片上映50週年紀念的4K修復版本。

## 剧情
生活清贫的牛仔乔（莊·威饰）从老家来到纽约讨生活，他自认为风流倜傥，因此想在纽约当个男妓混口饭吃。当他第一天来到纽约时，就在大街上勾搭女人。不料，人生地不熟的他生意不成反而亏了20块钱。沮丧不已的乔遇到了专靠骗点小钱为生的里佐（德斯汀·荷夫曼饰），里佐骗乔说他认识一个男妓集团的首脑，但要收20元作为中介费。最後里佐只是把乔介绍给了一个同性恋的皮条客，愤怒不已的乔随后找到了里佐。里佐收留了无家可归的乔，两人渐渐成了无话不谈的好朋友。
里佐向往着迈阿密的生活，他邀请乔和他一起到迈阿密去闯世界。生活无着的两人这晚来到一家地下酒吧碰运气，当乔终于搞到一单生意后，体力不支的里佐摔下了楼梯。奄奄一息的里佐此时最记挂的仍是迈阿密家乡的阳光，乔为了完成朋友的愿望，开始铤而走险。

## 角色
- 德斯汀·荷夫曼 飾 Enrico Salvatore "Ratso" Rizzo
- 莊·威 飾 Joe Buck
- 希薇亞·邁爾士（英语：Sylvia Miles） 飾 Cass
- 約翰·麥克吉弗爾（英语：John McGiver） 飾 Mr. O'Daniel
- 布倫達·瓦卡羅 飾 Shirley
- 巴納德·休斯（英语：Barnard Hughes） 飾 Towny
- 露絲·懷特 飾 Sally Buck
- 珍妮佛·薩爾特（英语：Jennifer Salt） 飾 Annie
- 吉爾曼·藍欽（英语：Gilman Rankin） 飾 Woodsy Niles
- 格爾甘·約翰遜（英语：Georgann Johnson） 飾 Rich Lady
- 安東尼·霍蘭德（英语：Anthony Holland (actor)） 飾 TV Bishop
- 鮑勃·巴拉班 飾 Young Student

## 外部連結
- 開眼電影網上《午夜牛郎》的資料（繁體中文）
- 豆瓣电影上《午夜牛郎》的資料 （简体中文）
- 时光网上《午夜牛郎》的資料（简体中文）
- AllMovie上《午夜牛郎》的资料（英文）
- 爛番茄上《午夜牛郎》的資料（英文）
- Box Office Mojo上《午夜牛郎》的資料（英文）
- 互联网电影数据库（IMDb）上《午夜牛郎》的资料（英文）